# Кромвель, Томас, 3-й граф Ардгласс
Томас Кромвель, 3-й граф Ардгласс (англ. Thomas Cromwell, 3rd Earl of Ardglass; 29 ноября 1653 — 11 апреля 1682) — английский аристократ и пэр, единственный сын Вингфилда Кромвеля, 2-го графа Ардгласса из Илама, Стаффордшир, и Мэри Рассел. Он носил дополнительные титулы 3-го виконта Лекейла и 6-го барона Кромвеля.

## Биография
Родился 29 ноября 1653 года в Стреншоме, графство Вустершир. Сын и преемник Вингфилда Кромвеля, 2-го графа Ардгласса (1624—1668), и Мэри Рассел (до 1634 — до 1687).
3 октября 1668 года после смерти своего отца Вингфилда Томас Кромвель унаследовал титулы 6-го барона Кромвеля из Окхэма (Пэрство Англии), 3-го виконта Лекейла из Ольстера (Пэрство Ирландии) и 3-го графа Ардгласса (Пэрство Ирландии). 29 октября того же года он поступил в Крайст-черч в Оксфордском университете.
Томас Кромвель был женат на Хоноре Бойл (? — ноябрь 1710), сестре и сонаследнице Мурроу Бойла, 1-го виконта Блессингтона (1645—1718), дочери преподобного Майкла Бойла (1609—1702), архиепископа Армы и лорда-канцлера Ирландии. Их брак был бездетным.

## Смерть
28-летний Томас Кромвель скончался 11 апреля 1682 года и был похоронен в Иламе, графство Стаффордшир. Ему наследовал его дядя Вер Эссекс Кромвель (1625—1687), 4-й граф Ардгласс. Его вдова Хонора, во второй раз вышла замуж до 1687 года за Фрэнсиса Куффа (12 сентября 1656 — 26 декабря 1694), депутата от графства Мейо в парламенте Ирландии, сына сэра Джеймса Каффа из Баллинроба, графство Мейо. В третий раз она стала женой около 1700 года капитана сэра Томаса Бердетта, 1-го баронета из Данмора, графство Карлоу (14 сентября 1668 — 14 апреля 1727). Он умер 14 апреля 1727 года и был похоронен в Соборе Святого Патрика, Дублин.